# Dyckia leptostachya
Dyckia leptostachya är en gräsväxtart som beskrevs av John Gilbert Baker. Dyckia leptostachya ingår i släktet Dyckia och familjen Bromeliaceae. Inga underarter finns listade i Catalogue of Life.

## Bildgalleri

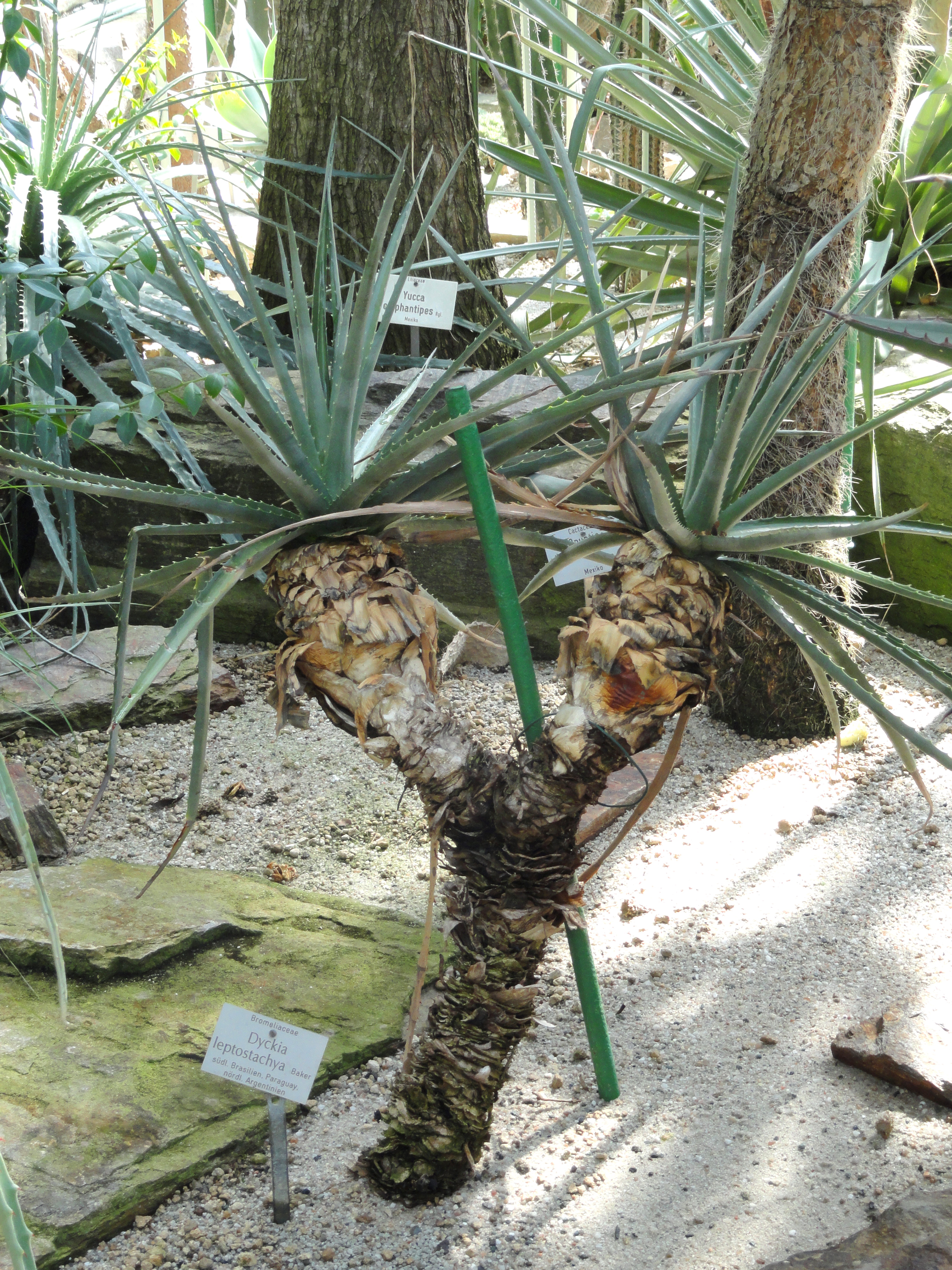